# Кристін Владислав Сергійович
Владислав Сергійович Кристін (нар. 5 вересня 2001, с. Боратин, Луцький район, Волинська область, Україна) — український футболіст, правий захисник.

## Життєпис
Народився в селі Боратин (Луцького району) Волинської області. У ДЮФЛУ виступав за маріупольську «Азовсталь-2», донецький «Шахтар», а також луцькі клуби «Волинь» та «Адреналін». З 2018 по 2020 рік захищав кольори юнацької команди «Волині». На професіональному рівні дебютував за «Волинь-2» 26 вересня 2020 року в програному (0:1) виїзному поєдинку 4-го туру групи «А» Другої ліги України проти «Чернігова». Владислав вийшов на поле в стартовому складі та відіграв увесь матч. У сезоні 2020/21 років виходив на поле в 11-ти поєдинках Другої ліги України. За першу команду «лучан» дебютував 24 липня 2021 року в нічийному (2:2) виїзному поєдинку 1-го туру Першої ліги України проти волочиського «Агробізнесу». Кристін вийшов на поле на 90-ій хвилині, замінивши Олександра Климця.

## Особисте життя
Брат-близнюк Станіслав Кристін, також професіональний футболіст.